# Xã Pymosa, Quận Cass, Iowa
Xã Pymosa (tiếng Anh: Pymosa Township) là một xã thuộc quận Cass, tiểu bang Iowa, Hoa Kỳ. Năm 2010, dân số của xã này là 333 người.